# アノール (化合物)
アノール（英語: anol）または、p-ヒドロキシプロペニルベンゼン（英語: p-hydroxypropenylbenzene）は、アネトールの脱メチル化で誘導されるシンプルなフェノールである。アニスやウイキョウに含まれるエストロゲン作用のある成分で、1937年にチャールズ・ドッズによって発見された。エストロンなどのステロイド性エストロゲンに匹敵する非常に強力なエストロゲン活性を有することが報告されており、1μgの用量でラットに発情を誘発した。しかし、アノールの異なる製剤を用いたその後の研究では、これらの所見を確認することはできず、ジアノールとヘキセストロールへの二量体化が急速に起こり、後者の不純物が非常に強力なエストロゲン作用の原因であることが判明した。ドッズはその後、1938年に関連化合物の非常に強力なエストロゲンであるジエチルスチルベストロールを合成した。